# Дзвін (журнал, Львів)
«Дзвін» — щомісячний літературно-мистецький і громадсько-політичний часопис Національної спілки письменників України. Видається у Львові.

## Історія часопису
Засновано 1940 під назвою «Література і мистецтво». Від липня 1945 до лютого 1951 виходив під назвою «Радянський Львів» як журнал Львівської організації Спілки радянських письменників України. 1951—1989 виходив під назвою «Жовтень». Від 1990 виходить під сучасною назвою.
Очолювали редакцію:
- Олекса Десняк (1940—1941)
- Петро Козланюк (1945—1951)
- Юрій Мельничук (1951—1963)
- Ростислав Братунь (1963—1966)
- Микола Романченко (1966—1967)
- Роман Федорів (1967—2001)
- Роман Кудлик (2001—2010)
- Юрій Коваль (від 2014)[4]

Також у журналі працювали: Григорій Печенівський, у відділі прози — Роман Іваничук (у 1963—1990), у відділі поезії — Дмитро Павличко, Володимир Лучук (1958—1963), Віктор Лазарук (до 1963), Роман Кудлик (1963—1965, з 1980), Іван Сварник (1973—1989), у відділі критики —Степан Пінчук (1954-1955), Любомир Сеник (до 1963), Микола Ільницький (1964—1990), у відділі публіцистики — Тарас Мигаль (з 1966).

## Сьогодення
У 2014 у Львівській облраді обговорили можливість входження обласної ради до числа співзасновників часопису «Дзвін», що повинно спростити процедуру фінансового забезпечення часопису. Також учасники наради зосередились на питанні реформування редакційної політики.
В березні 2017 вийшов перший молодіжний номер журналу.
Меценат видання журналу - львівський видавець та письменник Юрій Николишин.